# 24 Horas de Daytona de 2019
La 57.ª edición de las 24 Horas de Daytona, se corrió bajo el nombre de Rolex 24 en Daytona (en inglés: Rolex 24 at Daytona) y se llevó a cabo entre el 26 y el 27 de enero de 2019 en el Daytona International Speedway, Daytona Beach (Florida). Fue la primera ronda de la temporada 2019 de WeatherTech SportsCar Championship.

## Lista de participantes
El 16 de enero de 2019, IMSA publicó la lista de los equipos inscritos para esta edición de la categoría:
| N.º               | Equipo                    | Equipo                                  | Chasis                      | Neu. | Piloto 1           | Piloto 2             | Piloto 3               | Piloto 4               |
| DPi               | DPi                       | DPi                                     | DPi                         | DPi  | DPi                | DPi                  | DPi                    | DPi                    |
| ----------------- | ------------------------- | --------------------------------------- | --------------------------- | ---- | ------------------ | -------------------- | ---------------------- | ---------------------- |
| 5                 | Bandera de Estados Unidos | Mustang Sampling Racing                 | Cadillac DPi-V.R            | M    | Filipe Albuquerque | João Barbosa         | Christian Fittipaldi   | Mike Conway            |
| 6                 | Bandera de Estados Unidos | Acura Team Penske                       | Acura ARX-05                | M    | Dane Cameron       | Juan Pablo Montoya   | Simon Pagenaud         |                        |
| 7                 | Bandera de Estados Unidos | Acura Team Penske                       | Acura ARX-05                | M    | Hélio Castroneves  | Alexander Rossi      | Ricky Taylor           |                        |
| 10                | Bandera de Estados Unidos | Konica Minolta Cadillac DPi-V.R         | Cadillac DPi-V.R            | M    | Jordan Taylor      | Renger van der Zande | Kamui Kobayashi        | Fernando Alonso        |
| 31                | Bandera de Estados Unidos | Whelen Engineering Racing               | Cadillac DPi-V.R            | M    | Pipo Derani        | Felipe Nasr          | Eric Curran            |                        |
| 50                | Bandera de Estados Unidos | Juncos Racing                           | Cadillac DPi-V.R            | M    | William Owen       | Kyle Kaiser          | René Binder            | Agustín Canapino       |
| 54                | Bandera de Estados Unidos | CORE Autosport                          | Nissan Onroak DPi           | M    | Jonathan Bennett   | Colin Braun          | Romain Dumas           | Loïc Duval             |
| 55                | Bandera de Alemania       | Mazda Team Joest                        | Mazda RT24-P                | M    | Jonathan Bomarito  | Harry Tincknell      | Olivier Pla            |                        |
| 77                | Bandera de Alemania       | Mazda Team Joest                        | Mazda RT24-P                | M    | Tristan Nunez      | Oliver Jarvis        | Timo Bernhard          | René Rast              |
| 84                | Bandera de Estados Unidos | JDC Miller Motorsports                  | Cadillac DPi-V.R            | M    | Simon Trummer      | Stephen Simpson      | Chris Miller           | Juan Piedrahíta        |
| 85                | Bandera de Estados Unidos | JDC Miller Motorsports                  | Cadillac DPi-V.R            | M    | Mikhail Goikhberg  | Tristan Vautier      | Rubens Barrichello     | Devlin DeFrancesco     |
| LMP2              |                           |                                         |                             |      |                    |                      |                        |                        |
| 18                | Bandera de Estados Unidos | DragonSpeed                             | Oreca 07                    | M    | Roberto González   | Pastor Maldonado     | Sebastian Saavedra     | Ryan Cullen            |
| 38                | Bandera de Estados Unidos | Performance Tech Motorsports            | Oreca 07                    | M    | Kris Wright        | Kyle Masson          | Cameron Cassels        | Robert Masson          |
| 52                | Bandera de Estados Unidos | PR1 Mathiasen Motorsports               | Oreca 07                    | M    | Gabriel Aubry      | Matt McMurry         | Mark Kvamme            | Enzo Guibbert          |
| 81                | Bandera de Estados Unidos | DragonSpeed                             | Oreca 07                    | M    | Ben Hanley         | Henrik Hedman        | Nicolas Lapierre       | James Allen            |
| GTLM (GT Le Mans) |                           |                                         |                             |      |                    |                      |                        |                        |
| 3                 | Bandera de Estados Unidos | Corvette Racing                         | Chevrolet Corvette C7.R     | M    | Antonio García     | Jan Magnussen        | Mike Rockenfeller      |                        |
| 4                 | Bandera de Estados Unidos | Corvette Racing                         | Chevrolet Corvette C7.R     | M    | Marcel Fässler     | Oliver Gavin         | Tommy Milner           |                        |
| 24                | Bandera de Estados Unidos | BMW Team RLL                            | BMW M8 GTE                  | M    | John Edwards       | Jesse Krohn          | Chaz Mostert           | Alex Zanardi           |
| 25                | Bandera de Estados Unidos | BMW Team RLL                            | BMW M8 GTE                  | M    | Augusto Farfus     | Connor De Phillippi  | Philipp Eng            | Colton Herta           |
| 62                | Bandera de Estados Unidos | Risi Competizione                       | Ferrari 488 GTE             | M    | Miguel Molina      | Davide Rigon         | James Calado           | Alessandro Pier Guidi  |
| 66                | Bandera de Estados Unidos | Ford Chip Ganassi Racing                | Ford GT                     | M    | Sébastien Bourdais | Joey Hand            | Dirk Müller            |                        |
| 67                | Bandera de Estados Unidos | Ford Chip Ganassi Racing                | Ford GT                     | M    | Ryan Briscoe       | Scott Dixon          | Richard Westbrook      |                        |
| 911               | Bandera de Estados Unidos | Porsche GT Team                         | Porsche 911 RSR             | M    | Patrick Pilet      | Nick Tandy           | Frédéric Makowiecki    |                        |
| 912               | Bandera de Estados Unidos | Porsche GT Team                         | Porsche 911 RSR             | M    | Earl Bamber        | Laurens Vanthoor     | Mathieu Jaminet        |                        |
| GTD (GT Daytona)  |                           |                                         |                             |      |                    |                      |                        |                        |
| 8                 | Bandera de Estados Unidos | Starworks Motorsport                    | Audi R8 LMS Evo             | M    | Parker Chase       | Ryan Dalziel         | Christopher Haase      | Ezequiel Perez Companc |
| 9                 | Bandera de Canadá         | Pfaff Motorsports                       | Porsche 911 GT3 R           | M    | Scott Hargrove     | Lars Kern            | Dennis Olsen           | Zacharie Robichon      |
| 11                | Bandera de Austria        | GRT Grasser Racing Team                 | Lamborghini Huracán GT3     | M    | Mirko Bortolotti   | Rik Breukers         | Rolf Ineichen          |                        |
| 12                | Bandera de Canadá         | AIM Vasser Sullivan                     | Lexus RC F GT3              | M    | Frankie Monteclavo | Townsend Bell        | Aaron Teliz            | Jeff Segal             |
| 13                | Bandera de Brasil         | Via Italia Racing                       | Ferrari 488 GTE             | M    | Chico Longo        | Andrea Bertolini     | Victor Franzoni        | Marcos Gomes           |
| 14                | Bandera de Canadá         | AIM Vasser Sullivan                     | Lexus RC F GT3              | M    | Jack Hawksworth    | Richard Heistand     | Austin Cindric         | Nick Cassidy           |
| 19                | Bandera de Estados Unidos | Moorespeed                              | Audi R8 LMS                 | M    | Will Hardeman      | Markus Winkelhock    | Andrew Davis           | Alex Riberas           |
| 29                | Bandera de Alemania       | Montaplast avec Land Motorsport         | Audi R8 LMS Evo             | M    | Daniel Morad       | Christopher Mies     | Riccardo Feller        | Dries Vanthoor         |
| 33                | Bandera de Estados Unidos | Mercedes-AMG Team Riley Motorsports     | Mercedes-AMG GT3            | M    | Jeroen Bleekemolen | Felipe Fraga         | Ben Keating            | Luca Stolz             |
| 44                | Bandera de Estados Unidos | Magnus Racing                           | Lamborghini Huracán GT3     | M    | Andy Lally         | Marco Mapelli        | Spencer Pumpelly       | John Potter            |
| 46                | Bandera de Italia         | Ebimotors                               | Lamborghini Huracán GT3     | M    | Emanuele Busnelli  | Fabio Babini         | Taylor Proto           |                        |
| 47                | Bandera de Estados Unidos | Precision Performance Motorsports (PPM) | Lamborghini Huracán GT3 Evo | M    | Don Yount          | Steve Dunn           | Miloš Pavlović         |                        |
| 48                | Bandera de Estados Unidos | Paul Miller Racing                      | Lamborghini Huracán GT3 Evo | M    | Andrea Caldarelli  | Ryan Hardwick        | Corey Lewis            |                        |
| 51                | Bandera de Suiza          | Spirit of Race                          | Ferrari 488 GTE             | M    | Paul Dalla Lana    | Pedro Lamy           | Mathias Lauda          |                        |
| 57                | Bandera de Estados Unidos | Meyer Shank Racing with Curb-Agajanian  | Acura NSX GT3               | M    | Katherine Legge    | Simona de Silvestro  | Ana Beatriz Figueiredo | Christina Nielsen      |
| 63                | Bandera de Estados Unidos | Scuderia Corsa                          | Ferrari 488 GTE             | M    | Cooper MacNeil     | Toni Vilander        | Dominik Farnbacher     | Jeff Westphal          |
| 71                | Bandera de Estados Unidos | P1 Motorsports                          | Mercedes-AMG GT3            | M    | Maximilian Buhk    | JC Perez             | Dominik Baumann        |                        |
| 73                | Bandera de Estados Unidos | Park Place Motorsports                  | Porsche 911 GT3 R           | M    | Patrick Long       | Patrick Lindsey      | Matt Campbell          | Nick Boulle            |
| 86                | Bandera de Estados Unidos | Meyer Shank Racing with Curb-Agajanian  | Acura NSX GT3               | M    | Mario Farnbacher   | Trent Hindman        | Justin Marks           | A. J. Allmendinger     |
| 88                | Bandera de Bélgica        | Audi Sport experience WRT               | Audi R8 LMS Evo             | M    | Roman de Angelis   | Ian James            | Frédéric Vervisch      |                        |
| 96                | Bandera de Estados Unidos | Turner Motorsport                       | BMW M6 GT3                  | M    | Bill Auberlen      | Robby Foley          | Dillon Machavern       |                        |
| 99                | Bandera de Alemania       | NGT Motorsport                          | Porsche 911 GT3 R           | M    | Klaus Bachler      | Sven Müller          | Alfred Renauer         | Juergen Haering        |
| 99                | Bandera de Alemania       | NGT Motorsport                          | Porsche 911 GT3 R           | M    | Steffen Goerig     |                      |                        |                        |
| 540               | Bandera de Estados Unidos | Black Swan Racing                       | Porsche 911 GT3 R           | M    | Marco Seefried     | Tim Pappas           | Dirk Werner            | Matteo Cairoli         |

## Clasificación
La pole position de cada categoría esta marcada en negrita.
| Pos.    | Clase | N°  | Equipo                                  | Piloto                 | Tiempo       | Dif          | Pos. |
| ------- | ----- | --- | --------------------------------------- | ---------------------- | ------------ | ------------ | ---- |
| 1       | DPi   | 77  | Mazda Team Joest                        | Oliver Jarvis          | 1:33.685     | —            | 1    |
| 2       | DPi   | 7   | Acura Team Penske                       | Ricky Taylor           | 1:33.873     | +0.188       | 2    |
| 3       | DPi   | 6   | Acura Team Penske                       | Juan Pablo Montoya     | 1:34.095     | +0.410       | 3    |
| 4       | DPi   | 55  | Mazda Team Joest                        | Jonathan Bomarito      | 1:34.212     | +0.527       | 4    |
| 5       | DPi   | 31  | Whelen Engineering Racing               | Felipe Nasr            | 1:34.433     | +0.748       | 5    |
| 6       | DPi   | 10  | Konica Minolta Cadillac                 | Jordan Taylor          | 1:34.479     | +0.794       | 6    |
| 7       | DPi   | 50  | Juncos Racing                           | Agustín Canapino       | 1:34.679     | +0.994       | 7    |
| 8       | DPi   | 85  | JDC-Miller Motorsports                  | Tristan Vautier        | 1:35.369     | +1.684       | 8    |
| 9       | DPi   | 84  | JDC-Miller Motorsports                  | Stephen Simpson        | 1:35.442     | +1.757       | 9    |
| 10      | LMP2  | 81  | DragonSpeed                             | James Allen            | 1:35.904     | +2.219       | 10   |
| 11      | LMP2  | 52  | PR1/Mathiasen Motorsports               | Gabriel Aubry          | 1:36.427     | +2.742       | 11   |
| 12      | DPi   | 54  | CORE Autosport                          | Jon Bennett            | 1:36.686     | +3.001       | 12   |
| 13      | LMP2  | 18  | DragonSpeed                             | Roberto González       | 1:37.377     | +3.692       | 13   |
| 14      | LMP2  | 38  | Performance Tech Motorsports            | Kyle Masson            | 1:38.121     | +4.436       | 14   |
| 15      | GTLM  | 911 | Porsche GT Team                         | Nick Tandy             | 1:42.257     | +8.572       | 15   |
| 16      | GTLM  | 3   | Corvette Racing                         | Jan Magnussen          | 1:42.583     | +8.898       | 16   |
| 17      | GTLM  | 67  | Ford Chip Ganassi Racing                | Ryan Briscoe           | 1:42.634     | +8.949       | 17   |
| 18      | GTLM  | 62  | Risi Competizione                       | Davide Rigon           | 1:42.712     | +9.027       | 18   |
| 19      | GTLM  | 912 | Porsche GT Team                         | Earl Bamber            | 1:42.796     | +9.111       | 19   |
| 20      | GTLM  | 66  | Ford Chip Ganassi Racing                | Joey Hand              | 1:42.920     | +9.235       | 20   |
| 21      | GTLM  | 24  | BMW Team RLL                            | John Edwards           | 1:42.953     | +9.268       | 21   |
| 22      | GTLM  | 25  | BMW Team RLL                            | Connor De Phillippi    | 1:42.986     | +9.301       | 22   |
| 23      | GTLM  | 4   | Corvette Racing                         | Oliver Gavin           | 1:43.239     | +9.554       | 23   |
| 24      | GTD   | 13  | Via Italia Racing                       | Marcos Gomes           | 1:45.257     | +11.572      | 24   |
| 25      | GTD   | 33  | Riley Motorsports – Team AMG            | Ben Keating            | 1:45.324     | +11.639      | 25   |
| 26      | GTD   | 86  | Meyer Shank Racing w/ Curb-Agajanian    | Trent Hindman          | 1:45.396     | +11.711      | 26   |
| 27      | GTD   | 46  | EBIMOTORS SRL                           | Giacomo Altoe          | 1:45.475     | +11.790      | 27   |
| 28      | GTD   | 11  | GRT Grasser Racing Team                 | Rolf Ineichen          | 1:45.816     | +12.131      | 28   |
| 29      | GTD   | 51  | Spirit of Race                          | Mathias Lauda          | 1:45.852     | +12.167      | 29   |
| 30      | GTD   | 44  | Magnus Racing                           | Spencer Pumpelly       | 1:45.855     | +12.170      | 30   |
| 31      | GTD   | 9   | Pfaff Motorsports                       | Lars Kern              | 1:45.945     | +12.260      | 31   |
| 32      | GTD   | 48  | Paul Miller Racing                      | Corey Lewis            | 1:46.040     | +12.355      | 32   |
| 33      | GTD   | 73  | Park Place Motorsports                  | Patrick Lindsey        | 1:46.103     | +12.418      | 33   |
| 34      | GTD   | 57  | Heinricher Racing w/Meyer Shank Racing  | Ana Beatriz Figueiredo | 1:46.116     | +12.431      | 34   |
| 35      | GTD   | 14  | AIM Vasser Sullivan                     | Richard Heistand       | 1:46.214     | +12.529      | 35   |
| 36      | GTD   | 540 | Black Swan Racing                       | Marco Seefried         | 1:46.231     | +12.546      | 36   |
| 37      | GTD   | 12  | AIM Vasser Sullivan                     | Frankie Montecalvo     | 1:46.270     | +12.585      | 37   |
| 38      | GTD   | 19  | Montaplast by Land Motorsport           | Daniel Morad           | 1:46.309     | +12.624      | 38   |
| 39      | GTD   | 63  | Scuderia Corsa                          | Cooper MacNeil         | 1:46.321     | +12.636      | 39   |
| 40      | GTD   | 99  | NGT Motorsport                          | Alfred Renauer         | 1:46.669     | +12.984      | 40   |
| 41      | GTD   | 8   | Starworks Motorsport                    | Ezequiel Perez Companc | 1:46.710     | +13.025      | 41   |
| 42      | GTD   | 19  | Moorespeed                              | Andrew Davis           | 1:46.781     | +13.096      | 42   |
| 43      | GTD   | 88  | WRT Speedstar Audi Sport                | Ian James              | 1:47.368     | +13.683      | 43   |
| 44      | GTD   | 71  | P1 Motorsports                          | JC Perez               | 1:47.447     | +13.762      | 44   |
| 45      | GTD   | 47  | Precision Performance Motorsports (PPM) | Don Yount              | 1:47.809     | +14.124      | 45   |
| 46      | DPi   | 5   | Mustang Sampling Racing                 | No participó           | No participó | No participó | 46   |
| 47      | GTD   | 96  | Turner Motorsport                       | No participó           | No participó | No participó | 47   |
| Fuente: |       |     |                                         |                        |              |              |      |

## Carrera

### Resultados
Los primeros de cada categoría esta marcada en negrita.
| Pos.    | Clase | N.º | Equipo                                 | Pilotos                                                                      | Chasis                         | Vueltas | Tiempo/Retirado |
| Pos.    | Clase | N.º | Equipo                                 | Pilotos                                                                      | Motor                          | Vueltas | Tiempo/Retirado |
| ------- | ----- | --- | -------------------------------------- | ---------------------------------------------------------------------------- | ------------------------------ | ------- | --------------- |
| 1       | DPi   | 10  | Konica Minolta Cadillac                | Renger van der Zande Jordan Taylor Fernando Alonso Kamui Kobayashi           | Cadillac DPi-V.R               | 593     | 21:59:13.350    |
| 1       | DPi   | 10  | Konica Minolta Cadillac                | Renger van der Zande Jordan Taylor Fernando Alonso Kamui Kobayashi           | Cadillac 5.5 L V8              | 593     | 21:59:13.350    |
| 2       | DPi   | 31  | Whelen Engineering Racing              | Felipe Nasr Eric Curran Pipo Derani                                          | Cadillac DPi-V.R               | 593     | +13.458         |
| 2       | DPi   | 31  | Whelen Engineering Racing              | Felipe Nasr Eric Curran Pipo Derani                                          | Cadillac 5.5 L V8              | 593     | +13.458         |
| 3       | DPi   | 7   | Acura Team Penske                      | Hélio Castroneves Alexander Rossi Ricky Taylor                               | Acura ARX-05                   | 593     | +13.964         |
| 3       | DPi   | 7   | Acura Team Penske                      | Hélio Castroneves Alexander Rossi Ricky Taylor                               | Acura AR35TT 3.5 L Turbo V6    | 593     | +13.964         |
| 4       | DPi   | 54  | CORE Autosport                         | Jon Bennett Colin Braun Romain Dumas Loïc Duval                              | Nissan DPi                     | 589     | +4 vueltas      |
| 4       | DPi   | 54  | CORE Autosport                         | Jon Bennett Colin Braun Romain Dumas Loïc Duval                              | Nissan VR38DETT 3.8 L Turbo V6 | 589     | +4 vueltas      |
| 5       | DPi   | 85  | JDC-Miller Motorsports                 | Mikhail Goikhberg Tristan Vautier Devlin DeFrancesco Rubens Barrichello      | Cadillac DPi-V.R               | 586     | +7 vueltas      |
| 5       | DPi   | 85  | JDC-Miller Motorsports                 | Mikhail Goikhberg Tristan Vautier Devlin DeFrancesco Rubens Barrichello      | Cadillac 5.5 L V8              | 586     | +7 vueltas      |
| 6       | LMP2  | 18  | DragonSpeed                            | Roberto Gonzalez Pastor Maldonado Sebastián Saavedra Ryan Cullen             | Oreca 07                       | 582     | +11 vueltas     |
| 6       | LMP2  | 18  | DragonSpeed                            | Roberto Gonzalez Pastor Maldonado Sebastián Saavedra Ryan Cullen             | Gibson GK428 4.2 L V8          | 582     | +11 vueltas     |
| 7       | LMP2  | 38  | Performance Tech Motorsports           | Kyle Masson Robert Masson Kris Wright Cameron Cassels                        | Oreca 07                       | 578     | +15 vueltas     |
| 7       | LMP2  | 38  | Performance Tech Motorsports           | Kyle Masson Robert Masson Kris Wright Cameron Cassels                        | Gibson GK428 4.2 L V8          | 578     | +15 vueltas     |
| 8       | DPi   | 6   | Acura Team Penske                      | Dane Cameron Juan Pablo Montoya Simon Pagenaud                               | Acura ARX-05                   | 576     | +17 vueltas     |
| 8       | DPi   | 6   | Acura Team Penske                      | Dane Cameron Juan Pablo Montoya Simon Pagenaud                               | Acura AR35TT 3.5 L Turbo V6    | 576     | +17 vueltas     |
| 9       | DPi   | 5   | Mustang Sampling Racing                | Filipe Albuquerque João Barbosa Christian Fittipaldi                         | Cadillac DPi-V.R               | 573     | +20 vueltas     |
| 9       | DPi   | 5   | Mustang Sampling Racing                | Filipe Albuquerque João Barbosa Christian Fittipaldi                         | Cadillac 5.5 L V8              | 573     | +20 vueltas     |
| 10      | GTLM  | 25  | BMW Team RLL                           | Augusto Farfus Conor Di Phillipi Phillipp Eng Colton Herta                   | BMW M8 GTE                     | 571     | +22 vueltas     |
| 10      | GTLM  | 25  | BMW Team RLL                           | Augusto Farfus Conor Di Phillipi Phillipp Eng Colton Herta                   | BMW S63 4.0 L Doble turbo V8   | 571     | +22 vueltas     |
| 11      | GTLM  | 62  | Risi Competizione                      | James Calado Alessandro Pier Guidi Miguel Molina Toni Vilander               | Ferrari 488 GTE                | 571     | +22 vueltas     |
| 11      | GTLM  | 62  | Risi Competizione                      | James Calado Alessandro Pier Guidi Miguel Molina Toni Vilander               | Ferrari F154CB 3.9 L Turbo V8  | 571     | +22 vueltas     |
| 12      | GTLM  | 912 | Porsche GT Team                        | Earl Bamber Mathieu Jaminet Laurens Vanthoor                                 | Porsche 911 RSR                | 570     | +23 vueltas     |
| 12      | GTLM  | 912 | Porsche GT Team                        | Earl Bamber Mathieu Jaminet Laurens Vanthoor                                 | Porsche 4.0 L 6 en línea       | 570     | +23 vueltas     |
| 13      | GTLM  | 67  | Ford Chip Ganassi Racing               | Ryan Briscoe Scott Dixon Richard Westbrook                                   | Ford GT                        | 570     | +23 vueltas     |
| 13      | GTLM  | 67  | Ford Chip Ganassi Racing               | Ryan Briscoe Scott Dixon Richard Westbrook                                   | Ford EcoBoost 3.5 L Turbo V6   | 570     | +23 vueltas     |
| 14      | GTLM  | 911 | Porsche GT Team                        | Frédéric Makowiecki Patrick Pilet Nick Tandy                                 | Porsche 911 RSR                | 569     | +24 vueltas     |
| 14      | GTLM  | 911 | Porsche GT Team                        | Frédéric Makowiecki Patrick Pilet Nick Tandy                                 | Porsche 4.0 L 6 en línea       | 569     | +24 vueltas     |
| 15      | LMP2  | 81  | DragonSpeed                            | Hendrik Hedman Ben Hanley Nicolas Lapierre James Allen                       | Oreca 07                       | 567     | No terminó      |
| 15      | LMP2  | 81  | DragonSpeed                            | Hendrik Hedman Ben Hanley Nicolas Lapierre James Allen                       | Gibson GK428 4.2 L V8          | 567     | No terminó      |
| 16      | GTLM  | 3   | Corvette Racing                        | Antonio García Jan Magnussen Mike Rockenfeller                               | Chevrolet Corvette C7.R        | 563     | +30 vueltas     |
| 16      | GTLM  | 3   | Corvette Racing                        | Antonio García Jan Magnussen Mike Rockenfeller                               | Chevrolet LT5.5 5.5 L V8       | 563     | +30 vueltas     |
| 17      | GTD   | 11  | GRT Grasser Racing Team                | Mirko Bortolotti Rik Breukers Christian Engelhart Franck Perera              | Lamborghini Huracán GT3 Evo    | 561     | +32 vueltas     |
| 17      | GTD   | 11  | GRT Grasser Racing Team                | Mirko Bortolotti Rik Breukers Christian Engelhart Franck Perera              | Lamborghini 5.2 L V10          | 561     | +32 vueltas     |
| 18      | GTD   | 12  | AIM Vasser-Sullivan                    | Frankie Monteclavo Townsend Bell Aaron Teliz Jeff Segal                      | Lexus RC F GT3                 | 561     | +32 vueltas     |
| 18      | GTD   | 12  | AIM Vasser-Sullivan                    | Frankie Monteclavo Townsend Bell Aaron Teliz Jeff Segal                      | Lexus 5.0 L V8                 | 561     | +32 vueltas     |
| 19      | GTD   | 88  | WRT Speedstar Audi Sport               | Frédéric Vervisch Kelvin van der Linde Ian James Roman DeAngelis             | Audi R8 LMS                    | 561     | +32 vueltas     |
| 19      | GTD   | 88  | WRT Speedstar Audi Sport               | Frédéric Vervisch Kelvin van der Linde Ian James Roman DeAngelis             | Audi 5.2 L V10                 | 561     | +32 vueltas     |
| 20      | GTD   | 86  | Meyer Shank Racing with Curb-Agajanian | Mario Farnbacher Trent Hindman Justin Marks AJ Allmendinger                  | Acura NSX GT3                  | 561     | +32 vueltas     |
| 20      | GTD   | 86  | Meyer Shank Racing with Curb-Agajanian | Mario Farnbacher Trent Hindman Justin Marks AJ Allmendinger                  | Acura 3.5 L Turbo V6           | 561     | +32 vueltas     |
| 21      | GTD   | 14  | AIM Vasser-Sullivan                    | Richard Heidstand Jack Hawksworth Austin Cindric Nick Cassidy                | Lexus RC F GT3                 | 560     | +33 vueltas     |
| 21      | GTD   | 14  | AIM Vasser-Sullivan                    | Richard Heidstand Jack Hawksworth Austin Cindric Nick Cassidy                | Lexus 5.0 L V8                 | 560     | +33 vueltas     |
| 22      | GTD   | 29  | Montaplast by Land-Motorsport          | Daniel Morad Christopher Mies Riccardo Feller Dries Vanthoor                 | Audi R8 LMS                    | 560     | +33 vueltas     |
| 22      | GTD   | 29  | Montaplast by Land-Motorsport          | Daniel Morad Christopher Mies Riccardo Feller Dries Vanthoor                 | Audi 5.2 L V10                 | 560     | +33 vueltas     |
| 23      | GTD   | 63  | Scuderia Corsa                         | Toni Vilander Dominik Farnbacher Cooper MacNeil Jeff Westphal                | Ferrari 488 GT3                | 260     | +33 vueltas     |
| 23      | GTD   | 63  | Scuderia Corsa                         | Toni Vilander Dominik Farnbacher Cooper MacNeil Jeff Westphal                | Ferrari F154CB 3.9 L Turbo V8  | 260     | +33 vueltas     |
| 24      | GTD   | 33  | Mercedes-AMG Team Riley Motorsports    | Jeroen Bleekemolen Felipe Fraga Ben Keating Luca Stolz                       | Mercedes-AMG GT3               | 560     | +33 vueltas     |
| 24      | GTD   | 33  | Mercedes-AMG Team Riley Motorsports    | Jeroen Bleekemolen Felipe Fraga Ben Keating Luca Stolz                       | Mercedes-AMG M159 6.2 L V8     | 560     | +33 vueltas     |
| 25      | GTD   | 73  | Park Place Motorsports                 | Patrick Long Patrick Lindsey Matt Campbell Nick Boulle                       | Porsche 911 GT3 R              | 560     | +33 vueltas     |
| 25      | GTD   | 73  | Park Place Motorsports                 | Patrick Long Patrick Lindsey Matt Campbell Nick Boulle                       | Porsche 4.0 L 6 en línea       | 560     | +33 vueltas     |
| 26      | GTD   | 13  | Via Italia Racing                      | Chico Longo Victor Franzoni Marcos Gomes Andrea Bertolini                    | Ferrari 488 GT3                | 560     | +33 vueltas     |
| 26      | GTD   | 13  | Via Italia Racing                      | Chico Longo Victor Franzoni Marcos Gomes Andrea Bertolini                    | Ferrari F154CB 3.9 L Turbo V8  | 560     | +33 vueltas     |
| 27      | GTD   | 96  | Turner Motorsport                      | Bill Auberlen Robby Foley Dillon Machavern Jens Klingmann                    | BMW M6 GT3                     | 560     | +33 vueltas     |
| 27      | GTD   | 96  | Turner Motorsport                      | Bill Auberlen Robby Foley Dillon Machavern Jens Klingmann                    | BMW 4.4 L Turbo V8             | 560     | +33 vueltas     |
| 28      | GTD   | 44  | Magnus Racing                          | Andy Lally Marco Mapelli Spencer Pumpelly John Potter                        | Lamborghini Huracán GT3 Evo    | 559     | +34 vueltas     |
| 28      | GTD   | 44  | Magnus Racing                          | Andy Lally Marco Mapelli Spencer Pumpelly John Potter                        | Lamborghini 5.2 L V10          | 559     | +34 vueltas     |
| 29      | GTLM  | 66  | Ford Chip Ganassi Racing               | Sébastien Bourdais Joey Hand Dirk Müller                                     | Ford GT                        | 559     | +34 vueltas     |
| 29      | GTLM  | 66  | Ford Chip Ganassi Racing               | Sébastien Bourdais Joey Hand Dirk Müller                                     | Ford EcoBoost 3.5 L Turbo V6   | 559     | +34 vueltas     |
| 30      | GTLM  | 4   | Corvette Racing                        | Marcel Fässler Oliver Gavin Tommy Milner                                     | Chevrolet Corvette C7.R        | 555     | +38 vueltas     |
| 30      | GTLM  | 4   | Corvette Racing                        | Marcel Fässler Oliver Gavin Tommy Milner                                     | Chevrolet LT5.5 5.5 L V8       | 555     | +38 vueltas     |
| 31      | DPi   | 50  | Juncos Racing                          | Will Owen Rene Binder Agustín Canapino Kyle Kaiser                           | Cadillac DPi-V.R               | 555     | +38 vueltas     |
| 31      | DPi   | 50  | Juncos Racing                          | Will Owen Rene Binder Agustín Canapino Kyle Kaiser                           | Cadillac 5.5 L V8              | 555     | +38 vueltas     |
| 32      | GTD   | 19  | Moorespeed                             | Andrew Davis Alex Riberas Will Hardeman Markus Winkelhock                    | Audi R8 LMS                    | 555     | +38 vueltas     |
| 32      | GTD   | 19  | Moorespeed                             | Andrew Davis Alex Riberas Will Hardeman Markus Winkelhock                    | Audi 5.2 L V10                 | 555     | +38 vueltas     |
| 33      | GTLM  | 24  | BMW Team RLL                           | John Edwards Chaz Mostert Alessandro Zanardi Jesse Krohn                     | BMW M8 GTE                     | 553     | +40 vueltas     |
| 33      | GTLM  | 24  | BMW Team RLL                           | John Edwards Chaz Mostert Alessandro Zanardi Jesse Krohn                     | BMW S63 4.0 L Doble turbo V8   | 553     | +40 vueltas     |
| 34      | GTD   | 57  | Meyer Shank Racing                     | Simona de Silvestro Katherine Legge Christina Nielsen Ana Beatriz Figueiredo | Acura NSX GT3                  | 550     | +43 vueltas     |
| 34      | GTD   | 57  | Meyer Shank Racing                     | Simona de Silvestro Katherine Legge Christina Nielsen Ana Beatriz Figueiredo | Acura 3.5 L Turbo V6           | 550     | +43 vueltas     |
| 35      | GTD   | 8   | Starworks Motorsport                   | Ryan Dalziel Parker Chase Ezequiel Perez Companc Christopher Haase           | Audi R8 LMS                    | 547     | +46 vueltas     |
| 35      | GTD   | 8   | Starworks Motorsport                   | Ryan Dalziel Parker Chase Ezequiel Perez Companc Christopher Haase           | Audi 5.2 L V10                 | 547     | +46 vueltas     |
| 36      | GTD   | 540 | Black Swan Racing                      | Marco Seefried Tim Pappas Dirk Werner Matteo Cairoli                         | Porsche 911 GT3 R              | 545     | No terminó      |
| 36      | GTD   | 540 | Black Swan Racing                      | Marco Seefried Tim Pappas Dirk Werner Matteo Cairoli                         | Porsche 4.0 L 6                | 545     | No terminó      |
| 37      | LMP2  | 52  | PR1/ Mathiasen Motorsports             | Matt McMurry Mark Kvamme Enzo Guibbert Gabriel Aubry                         | Oreca 07                       | 512     | +81 vueltas     |
| 37      | LMP2  | 52  | PR1/ Mathiasen Motorsports             | Matt McMurry Mark Kvamme Enzo Guibbert Gabriel Aubry                         | Gibson GK428 4.2 L V8          | 512     | +81 vueltas     |
| 38      | GTD   | 48  | Paul Miller Racing                     | Corey Lewis Bryan Sellers Andrea Caldarelli Ryan Hardwick                    | Lamborghini Huracán GT3 Evo    | 491     | No terminó      |
| 38      | GTD   | 48  | Paul Miller Racing                     | Corey Lewis Bryan Sellers Andrea Caldarelli Ryan Hardwick                    | Lamborghini 5.2 L V10          | 491     | No terminó      |
| 39      | GTD   | 9   | Pfaff Motorsports                      | Scott Hargrove Lars Kern Dennis Olsen Zach Robichon                          | Porsche 911 GT3 R              | 470     | No terminó      |
| 39      | GTD   | 9   | Pfaff Motorsports                      | Scott Hargrove Lars Kern Dennis Olsen Zach Robichon                          | Porsche 4.0 L                  | 470     | No terminó      |
| 40      | GTD   | 46  | EBIMOTORS                              | Fabio Babini Emanuele Busnelli Taylor Proto Giacomo Altoè                    | Lamborghini Huracán GT3 Evo    | 470     | No terminó      |
| 40      | GTD   | 46  | EBIMOTORS                              | Fabio Babini Emanuele Busnelli Taylor Proto Giacomo Altoè                    | Lamborghini 5.2 L V10          | 470     | No terminó      |
| 41      | GTD   | 47  | Precision Performance Motorsports      | Don Yount Milos Pavlovic Steve Dunn Linus Lundqvist                          | Lamborghini Huracán GT3 Evo    | 442     | +151 vueltas    |
| 41      | GTD   | 47  | Precision Performance Motorsports      | Don Yount Milos Pavlovic Steve Dunn Linus Lundqvist                          | Lamborghini 5.2 L V10          | 442     | +151 vueltas    |
| 42      | DPi   | 55  | Mazda Team Joest                       | Harry Tincknell Olivier Pla Jonathan Bomarito                                | Mazda RT24-P                   | 440     | No terminó      |
| 42      | DPi   | 55  | Mazda Team Joest                       | Harry Tincknell Olivier Pla Jonathan Bomarito                                | Mazda MZ-2.0T 2.0 L Turbo      | 440     | No terminó      |
| 43      | GTD   | 71  | P1 Motorsports                         | Fabian Schiller Dominik Baumann Maximilian Buhk JC Perez                     | Mercedes-AMG GT3               | 431     | No terminó      |
| 43      | GTD   | 71  | P1 Motorsports                         | Fabian Schiller Dominik Baumann Maximilian Buhk JC Perez                     | Mercedes-AMG M159 6.2 L V8     | 431     | No terminó      |
| 44      | GTD   | 51  | Spirit of Race                         | Paul Dalla Lana Pedro Lamy Mathias Lauda Daniel Serra                        | Ferrari 488 GT3                | 349     | No terminó      |
| 44      | GTD   | 51  | Spirit of Race                         | Paul Dalla Lana Pedro Lamy Mathias Lauda Daniel Serra                        | Ferrari F154CB 3.9 L Turbo V8  | 349     | No terminó      |
| 45      | DPi   | 84  | JDC-Miller Motorsports                 | Simon Trummer Juan Piedrahíta Chris Miller Stephen Simpson                   | Cadillac DPi-V.R               | 225     | No terminó      |
| 45      | DPi   | 84  | JDC-Miller Motorsports                 | Simon Trummer Juan Piedrahíta Chris Miller Stephen Simpson                   | Cadillac 5.5 L V8              | 225     | No terminó      |
| 46      | P     | 77  | Mazda Team Joest                       | Oliver Jarvis Tristan Nunez René Rast Timo Bernhard                          | Mazda RT24-P                   | 220     | No terminó      |
| 46      | P     | 77  | Mazda Team Joest                       | Oliver Jarvis Tristan Nunez René Rast Timo Bernhard                          | Mazda MZ-2.0T 2.0 L Turbo      | 220     | No terminó      |
| 47      | GTD   | 99  | NGT Motorsport                         | Klaus Bachler Sven Müller Alfred Renauer Juergen Haering Steffen Goerig      | Porsche 911 GT3 R              | 47      | No terminó      |
| 47      | GTD   | 99  | NGT Motorsport                         | Klaus Bachler Sven Müller Alfred Renauer Juergen Haering Steffen Goerig      | Porsche 4.0 L                  | 47      | No terminó      |
| Fuente: |       |     |                                        |                                                                              |                                |         |                 |